# Base Naval de Aratu
A Base Naval de Aratu é uma base militar da Marinha do Brasil. Localiza-se na península do Paripe, na baía de Aratu, no município de Salvador, no estado brasileiro da Bahia. Liga-se à baía de Todos os Santos pelo rio Cotegipe. Reveste-se de importância estratégica, pela sua posição geográfica no litoral do país.

## História
Foi utilizada na Segunda Guerra Mundial pelos Estados Unidos como base aeronaval. Modificada e ampliada no pós-guerra, a atual base passou a operar a partir de 1 de janeiro de 1970.

## Atividades
Tem como missão apoiar a Força de Minagem e Varredura. Para tal dispõe de dois amplos cais, dique seco para navios de até 35 mil toneladas, oficinas, heliponto e alojamentos para pessoal. Após o Arsenal de Marinha do Rio de Janeiro, é o mais importante centro industrial e de manutenção da Marinha brasileira. Também presta serviços para clientes externos.
Conta ainda com um moderno complexo de magnetologia, que desenvolve pesquisas e análises na área e o controle magnético das embarcações da Marinha do Brasil, sendo o primeiro do tipo no Brasil e a única em toda a América Latina.
Nas proximidades da base estão localizados um galpão (onde foi construída a "Nau Capitânia") e um farolete que indica a entrada da baía de Aratu.